# Forgotten scares
Forgotten Scares: An In-Depth Look at Flemish Horror Cinema is een Vlaamse horror-documentaire uit 2017 over het ontstaan van de Vlaamse horrorfilm begin jaren zeventig, met een overzicht van Dorst Naar Bloed van Harry Kümel tot en met Welp van Jonas Govaerts. De documentaire film werd geschreven en geregisseerd door Steve De Roover en bevat interviews met onder andere Jan Verheyen, Harry Kümel, Jonas Govaerts, Pieter Van Hees, Evelien Bosmans, Sven De Ridder, Eline Kuppens en Charlotte Anne Bongaerts.

## Verhaal
Forgotten Scares: An In-Depth Look at Flemish Horror Cinema gaat in op het ontstaan van de Vlaamse horror in de jaren zeventig en gunt een kijk op de toekomst van het griezelgenre in Vlaanderen. De kijkers krijgen ondertussen vergeten, soms zelfs onafgewerkte genreparels te zien en ontdekken meer over ondergewaardeerde post-apocalyptisch- en splatter and gore-festijnen, controversiële nazisploitation-probeersels, vrouwen-in-gevangenis-toestanden, pure slasher films, en andere fantastische kruisbestuivingen door de ogen van de originele regisseurs, producers, acteurs en andere sleutelfiguren. Forgotten Scares: An In-Depth Look at Flemish Horror Cinema bevat zeldzame beelden van achter de schermen, beruchte én beroemde filmscènes, unieke productie-stills en nooit eerder vertoond promotie materiaal vanuit de donkere kelders van de filmmakers.

## Promotie
Op 25 september 2016 werd de teaser trailer gelanceerd door productiehuis Skladanowsky.

## Premiere
Forgotten Scares: An In-Depth Look at Flemish Horror Cinema ging in internationale première op het 2017 Hollywood Florida Film Festival en werd bekroond met de prijs voor "Beste Buitenlandse Documentaire". De Belgische première was op 9 april 2017 op de 35ste editie van het Brussels International Festival of Fantastic Film.

## Release
De documentaire film draaide verder op toonaangevende internationale filmfestivals, zoals onder meer het Grossmann Fantastic Film & Wine Festival in Slovenië, BUT Film Festival in Breda, Nederland, Razor Reel Flanders Film Festival te Brugge, Buenos Aires Rojo Sangre Film Festival in Argentinië en het Toronto International Spring of Horror and Fantasy Film Festival, in Canada. Forgotten Scares: An In-Depth Look at Flemish Horror Cinema opende de 13de editie van het Haapsalu Horror & Fantasy Film Festival in Estland, en in samenwerking met het Internationaal filmfestival van Tallinn, werd de documentaire film vertoond in het Kunstimuuseum in Tallinn, met inleiding van regisseur Harry Kümel.
Forgotten Scares: An In-Depth Look at Flemish Horror Cinema was vanaf 1 mei 2018 exclusief beschikbaar op Play, A La Carte en Yelo Play van Telenet.